# Vela ai Giochi della XVII Olimpiade - 5,5 metri
La competizione della classe 5,5 metri  di vela ai Giochi della XVII Olimpiade si è svolta nei giorni dal 29 agosto al 7 settembre 1960 nel golfo di Napoli.

## Partecipanti
| Nazione          | Barca             | Equipaggio                                                 |
| ---------------- | ----------------- | ---------------------------------------------------------- |
| Argentina        | Ardilla           | Roberto Sieburger, Carlos Sieburger, Enrique Sieburger Jr. |
| Australia        | Buraddoo          | Jock Sturrock, David Bingham, Ernest Wagstaff              |
| Austria          | Surprise          | Gotfrid Köchert, Gerhard Huska, Erich Moritz               |
| Bahamas          | John B            | Bobby Symonette, Basil Kelly, Roy Ramsay                   |
| Bermuda          | Bermudes          | Bert Darrell, Norman Jones, Walter Jones                   |
| Canada           | SagaII            | Melville Gould, Jerome Conway, Barclay Livingstone         |
| Danimarca        | Web II            | William Berntsen, Steen Christensen, Søren Hancke          |
| Finlandia        | Inga-Lill XXXXIII | Peter Tallberg, Fredrik Eklöf, Peik Gästrin                |
| Francia          | Snowten III       | Jacques Baptiste Lebrun, Pierre Buret, Louis Chauvot       |
| Germania         | Bronia            | Herbert Scholl, Hans Baars-Lindner, Karl-August Stolze     |
| Gran Bretagna    | Yeoman VII        | Robin Aisher, George Nicholson, John Ruggles               |
| Italia           | Voloira II        | Pietro Reggio, Marco Novaro, Franco Zucchi                 |
| Norvegia         | Struten           | Finn Ferner, Odd Harsheim, Knut Wang                       |
| Portogallo       | Ciocca III        | Duarte Manuel Bello, Fernando Bello, Júlio Gourinho        |
| Spagna           | Posillipo III     | Eusebio Bertrand, Jorge Martí, Juan Antonio Ragué          |
| Stati Uniti      | Minotaur          | George O'Day, James Hunt, David Smith                      |
| Svezia           | Lasha             | Bengt Sjösten, Claes Turitz, Göran Witting                 |
| Svizzera         | Ballerina IV      | Henri Copponex, Pierre Girard, Manfred Metzger             |
| Unione Sovietica | Viktorija         | Viktor Gorlov, Konstantin Mel'gunov, Pavel Paršin          |

## Risultati
| Regata 1 29 agosto | Regata 1 29 agosto | Regata 1 29 agosto | Regata 1 29 agosto | Regata 2 30 agosto | Regata 2 30 agosto | Regata 2 30 agosto | Regata 2 30 agosto | Regata 3 31 agosto | Regata 3 31 agosto | Regata 3 31 agosto | Regata 3 31 agosto | Regata 4 1º settembre | Regata 4 1º settembre | Regata 4 1º settembre | Regata 4 1º settembre |
| Pos.               | Nazione            | Tempo              | Punti              | Pos.               | Nazione            | Tempo              | Punti              | Pos.               | Nazione            | Tempo              | Punti              | Pos.                  | Nazione               | Tempo                 | Punti                 |
| ------------------ | ------------------ | ------------------ | ------------------ | ------------------ | ------------------ | ------------------ | ------------------ | ------------------ | ------------------ | ------------------ | ------------------ | --------------------- | --------------------- | --------------------- | --------------------- |
| 1                  | Web II             | 2:49:00            | 1380               | 1                  | Ballerina IV       | 2:34:00            | 1380               | 1                  | Minotaur           | 2:29:48            | 1380               | 1                     | Web II                | 2:44:15               | 1380                  |
| 2                  | Minotaur           | 2:50:27            | 1079               | 2                  | Ardilla            | 2:36:00            | 1079               | 2                  | Buraddoo           | 2:32:23            | 1079               | 2                     | Ardilla               | 2:46:10               | 1079                  |
| 3                  | Ballerina IV       | 2:51:48            | 903                | 3                  | Struten            | 2:36:54            | 903                | 3                  | Yeoman VII         | 2:32:33            | 903                | 3                     | Minotaur              | 2:46:24               | 903                   |
| 4                  | Buraddoo           | 2:53:25            | 778                | 4                  | Minotaur           | 2:36:59            | 778                | 4                  | Ballerina IV       | 2:32:37            | 778                | 4                     | Ciocca III            | 2:48:37               | 778                   |
| 5                  | SagaII             | 2:53:37            | 681                | 5                  | Web II             | 2:39:43            | 681                | 5                  | Web II             | 2:32:38            | 681                | 5                     | Ballerina IV          | 2:49:06               | 681                   |
| 6                  | Lasha              | 2:55:26            | 602                | 6                  | Lasha              | 2:41:29            | 602                | 6                  | Ardilla            | 2:33:20            | 602                | 6                     | Voloira II            | 2:49:17               | 602                   |
| 7                  | John B             | 2:56:30            | 535                | 7                  | Bermudes           | 2:41:30            | 535                | 7                  | Lasha              | 2:33:57            | 535                | 7                     | Struten               | 2:49:34               | 535                   |
| 8                  | Surprise           | 2:56:52            | 477                | 8                  | Bronia             | 2:41:52            | 477                | 8                  | Voloira II         | 2:34:52            | 477                | 8                     | Lasha                 | 2:50:49               | 477                   |
| 9                  | Ardilla            | 2:57:36            | 426                | 9                  | Posillipo III      | 2:42:24            | 426                | 9                  | Bronia             | 2:35:16            | 426                | 9                     | Viktoriya             | 2:51:07               | 426                   |
| 10                 | Yeoman VII         | 2:57:40            | 380                | 10                 | Voloira II         | 2:42:28            | 380                | 10                 | Struten            | 2:35:35            | 380                | 10                    | Bronia                | 2:51:33               | 380                   |
| 11                 | Viktoriya          | 2:59:26            | 338                | 11                 | Surprise           | 2:42:35            | 338                | 11                 | John B             | 2:35:43            | 338                | 11                    | Yeoman VII            | 2:51:48               | 338                   |
| 12                 | Voloira II         | 3:01:55            | 301                | 12                 | Buraddoo           | 2:43:48            | 301                | 12                 | Viktoriya          | 2:35:50            | 301                | 12                    | Posillipo III         | 2:51:55               | 301                   |
| 13                 | Posillipo III      | 3:01:58            | 266                | 13                 | John B             | 2:43:59            | 266                | 13                 | Inga-Lill XXXXIII  | 2:36:03            | 266                | 13                    | Buraddoo              | 2:52:03               | 266                   |
| 14                 | Struten            | 3:02:41            | 234                | 14                 | Inga-Lill XXXXIII  | 2:44:34            | 234                | 14                 | Snowten III        | 2:36:27            | 234                | 14                    | Surprise              | 2:52:35               | 234                   |
| 15                 | Inga-Lill XXXXIII  | 3:04:41            | 204                | 15                 | Ciocca III         | 2:44:51            | 204                | 15                 | Ciocca III         | 2:36:40            | 204                | 15                    | John B                | 2:53:04               | 204                   |
| 16                 | Bronia             | 3:05:37            | 176                | 16                 | Viktoriya          | 2:45:00            | 176                | 16                 | Surprise           | 2:40:01            | 176                | 16                    | Inga-Lill XXXXIII     | 2:53:43               | 176                   |
| 17                 | Bermudes           | 3:05:48            | 149                | 17                 | Snowten III        | 2:46:10            | 149                | 17                 | Posillipo III      | 2:40:50            | 149                | 17                    | Snowten III           | 2:56:28               | 149                   |
| 18                 | Snowten III        | 3:09:15            | 124                | -                  | SagaII             | DNF                | 101                | 18                 | SagaII             | 2:40:57            | 124                | 18                    | Bermudes              | 2:56:45               | 124                   |
| 19                 | Ciocca III         | 3:10:48            | 101                | -                  | Yeoman VII         | DQ                 | 0                  | -                  | Bermudes           | DNF                | 101                | 19                    | SagaII                | 2:59:12               | 101                   |

| Regata 5 5 settembre | Regata 5 5 settembre | Regata 5 5 settembre | Regata 5 5 settembre | Regata 6 6 settembre | Regata 6 6 settembre | Regata 6 6 settembre | Regata 6 6 settembre | Regata 7 7 settembre | Regata 7 7 settembre | Regata 7 7 settembre | Regata 7 7 settembre |
| Pos.                 | Nazione              | Tempo                | Punti                | Pos.                 | Nazione              | Tempo                | Punti                | Pos.                 | Nazione              | Tempo                | Punti                |
| -------------------- | -------------------- | -------------------- | -------------------- | -------------------- | -------------------- | -------------------- | -------------------- | -------------------- | -------------------- | -------------------- | -------------------- |
| 1                    | Minotaur             | 2:23:41              | 1380                 | 1                    | Lasha                | 2:16:21              | 1380                 | 1                    | Minotaur             | 2:15:54              | 1380                 |
| 2                    | Yeoman VII           | 2:24:15              | 1079                 | 2                    | John B               | 2:17:22              | 1079                 | 2                    | Web II               | 2:18:56              | 1079                 |
| 3                    | Bronia               | 2:24:52              | 903                  | 3                    | Ballerina IV         | 2:18:17              | 903                  | 3                    | Struten              | 2:19:16              | 903                  |
| 4                    | Struten              | 2:25:18              | 778                  | 4                    | Bermudes             | 2:18:30              | 778                  | 4                    | Snowten III          | 2:19:50              | 778                  |
| 5                    | Ardilla              | 2:25:59              | 681                  | 5                    | Yeoman VII           | 2:19:15              | 681                  | 5                    | Lasha                | 2:20:09              | 681                  |
| 6                    | John B               | 2:26:02              | 602                  | 6                    | Posillipo III        | 2:19:17              | 602                  | 6                    | Bronia               | 2:20:30              | 602                  |
| 7                    | Bermudes             | 2:26:36              | 535                  | 7                    | Minotaur             | 2:19:20              | 535                  | 7                    | Ardilla              | 2:20:43              | 535                  |
| 8                    | Ballerina IV         | 2:26:36              | 477                  | 8                    | Web II               | 2:19:28              | 477                  | 8                    | Viktoriya            | 2:21:12              | 477                  |
| 9                    | Voloira II           | 2:26:52              | 426                  | 9                    | Ardilla              | 2:20:36              | 426                  | 9                    | Yeoman VII           | 2:21:21              | 426                  |
| 10                   | Web II               | 2:26:59              | 380                  | 10                   | Inga-Lill XXXXIII    | 2:21:07              | 380                  | 10                   | Inga-Lill XXXXIII    | 2:21:37              | 380                  |
| 11                   | Lasha                | 2:27:33              | 338                  | 11                   | Voloira II           | 2:21:13              | 338                  | 11                   | Surprise             | 2:23:23              | 338                  |
| 12                   | Inga-Lill XXXXIII    | 2:29:20              | 301                  | 12                   | Buraddoo             | 2:22:03              | 301                  | 12                   | Posillipo III        | 2:24:07              | 301                  |
| 13                   | Viktoriya            | 2:29:48              | 266                  | 13                   | Struten              | 2:22:06              | 266                  | 13                   | Ballerina IV         | 2:24:29              | 266                  |
| 14                   | Buraddoo             | 2:30:54              | 234                  | 14                   | Bronia               | 2:22:32              | 234                  | 14                   | Voloira II           | 2:24:50              | 234                  |
| 15                   | Ciocca III           | 2:31:00              | 204                  | 15                   | Snowten III          | 2:23:10              | 204                  | 15                   | John B               | 2:26:18              | 204                  |
| 16                   | SagaII               | 2:31:23              | 176                  | 16                   | Ciocca III           | 2:24:07              | 176                  | 16                   | Bermudes             | 2:26:41              | 176                  |
| 17                   | Posillipo III        | 2:32:41              | 149                  | 17                   | Viktorija            | 2:24:21              | 149                  | 17                   | SagaII               | 2:26:44              | 149                  |
| 18                   | Snowten III          | 2:33:15              | 124                  | -                    | SagaII               | DNF                  | 101                  | 18                   | Buraddoo             | 2:28:52              | 124                  |
| 19                   | Surprise             | 2:34:50              | 101                  | -                    | Surprise             | DNS                  | 0                    | 19                   | Ciocca III           | 2:29:18              | 101                  |

## Classifica finale
| Pos.    | Nazione          | Barca             | Equipaggio                                                 | Punti Totali | Punti ottenuti nelle regate | Punti ottenuti nelle regate | Punti ottenuti nelle regate | Punti ottenuti nelle regate | Punti ottenuti nelle regate | Punti ottenuti nelle regate | Punti ottenuti nelle regate |
| Pos.    | Nazione          | Barca             | Equipaggio                                                 | Punti Totali | 1                           | 2                           | 3                           | 4                           | 5                           | 6                           | 7                           |
| ------- | ---------------- | ----------------- | ---------------------------------------------------------- | ------------ | --------------------------- | --------------------------- | --------------------------- | --------------------------- | --------------------------- | --------------------------- | --------------------------- |
| Oro     | Stati Uniti      | Minotaur          | George O'Day, James Hunt, David Smith                      | 6900         | 1079                        | 778                         | 1380                        | 903                         | 1380                        | 535                         | 1380                        |
| Argento | Danimarca        | Web II            | William Berntsen, Steen Christensen, Søren Hancke          | 5678         | 1380                        | 681                         | 681                         | 1380                        | 380                         | 477                         | 1079                        |
| Bronzo  | Svizzera         | Ballerina IV      | Henri Copponex, Pierre Girard, Manfred Metzger             | 5122         | 903                         | 1380                        | 778                         | 681                         | 477                         | 903                         | 266                         |
| 4       | Argentina        | Ardilla           | Roberto Sieburger, Carlos Sieburger, Enrique Sieburger Jr. | 4402         | 426                         | 1079                        | 602                         | 1079                        | 681                         | 426                         | 535                         |
| 5       | Svezia           | Lasha             | Bengt Sjösten, Claes Turitz, Göran Witting                 | 4277         | 602                         | 602                         | 535                         | 477                         | 338                         | 1380                        | 681                         |
| 6       | Gran Bretagna    | Yeoman VII        | Robin Aisher, George Nicholson, John Ruggles               | 3807         | 380                         | 0                           | 903                         | 338                         | 1079                        | 681                         | 426                         |
| 7       | Norvegia         | Struten           | Finn Ferner, Odd Harsheim, Knut Wang                       | 3765         | 234                         | 903                         | 380                         | 535                         | 778                         | 266                         | 903                         |
| 8       | Bahamas          | John B            | Bobby Symonette, Basil Kelly, Roy Ramsay                   | 3024         | 535                         | 266                         | 338                         | 204                         | 602                         | 1079                        | 204                         |
| 9       | Germania         | Bronia            | Herbert Scholl, Hans Baars-Lindner, Karl-August Stolze     | 3022         | 176                         | 477                         | 426                         | 380                         | 903                         | 234                         | 602                         |
| 10      | Australia        | Buraddoo          | Jock Sturrock, David Bingham, Ernest Wagstaff              | 2959         | 778                         | 301                         | 1079                        | 266                         | 234                         | 301                         | 124                         |
| 11      | Italia           | Voloira II        | Pietro Reggio, Marco Novaro, Franco Zucchi                 | 2524         | 301                         | 380                         | 477                         | 602                         | 426                         | 338                         | 234                         |
| 12      | Bermuda          | Bermudes          | Bert Darrell, Norman Jones, Walter Jones                   | 2297         | 149                         | 535                         | 101                         | 124                         | 535                         | 778                         | 176                         |
| 13      | Spagna           | Posillipo III     | Eusebio Bertrand, Jorge Martí, Juan Antonio Ragué          | 2045         | 266                         | 426                         | 149                         | 301                         | 149                         | 602                         | 301                         |
| 14      | Unione Sovietica | Viktorija         | Viktor Gorlov, Konstantin Mel'gunov, Pavel Paršin          | 1984         | 338                         | 176                         | 301                         | 426                         | 266                         | 149                         | 477                         |
| 15      | Finlandia        | Inga-Lill XXXXIII | Peter Tallberg, Fredrik Eklöf, Peik Gästrin                | 1765         | 204                         | 234                         | 266                         | 176                         | 301                         | 380                         | 380                         |
| 16      | Portogallo       | Ciocca III        | Duarte Manuel Bello, Fernando Bello, Júlio Gourinho        | 1667         | 101                         | 204                         | 204                         | 778                         | 204                         | 176                         | 101                         |
| 17      | Austria          | Surprise          | Gotfrid Köchert, Gerhard Huska, Erich Moritz               | 1664         | 477                         | 338                         | 176                         | 234                         | 101                         | 0                           | 338                         |
| 18      | Francia          | Snowten III       | Jacques Baptiste Lebrun, Pierre Buret, Louis Chauvot       | 1638         | 124                         | 149                         | 234                         | 149                         | 124                         | 204                         | 778                         |
| 19      | Canada           | SagaII            | Melville Gould, Jerome Conway, Barclay Livingstone         | 1332         | 681                         | 101                         | 124                         | 101                         | 176                         | 101                         | 149                         |